# Пјаве (Болоња)
Пјаве (итал. Piave) је насеље у Италији у округу Болоња, региону Емилија-Ромања.
Према процени из 2011. у насељу је живело 39 становника. Насеље се налази на надморској висини од 11 м.